# Купішкіс (футбольний клуб)
«Купішкіс» (лит. Kupiškio futbolo klubas) — колишній литовський футбольний клуб з Купішкіса. Заснований 2017 року.

## Сезони
| Сезон | Рівень | Ліга       | Місце | Примітки |
| ----- | ------ | ---------- | ----- | -------- |
| 2018  | 2.     | Перша ліга | 13.   | [ 1 ]    |
| 2019  | 2.     | Перша ліга | 10.   | [ 2 ]    |

## Головний тренер
- Бразилія Leonardo Iparraguire, (2018)[3]
- Латвія Едуардс Штрубо (2019)